# Station Giemlice
Station Giemlice is een spoorwegstation in de Poolse plaats Giemlice.